# Амірасланов Мейбалі Фрідун огли
Мейбалі Фрідун (Фірудін бей) огли Амірасланов (1902, село Бала-Гасанли (Балагасанлу) Зангезурського повіту Єлизаветпольської губернії, тепер Кубатлинського району, Азербайджан — 15 травня 1984, місто Баку, тепер Азербайджан) — азербайджанський радянський діяч, заступник голови Ради міністрів Азербайджанської РСР. Депутат Верховної ради Азербайджанської РСР 2—3-го скликань. Депутат Верховної Ради СРСР 4-го скликання.

## Життєпис
Син Фірудін-бея Амірасланова. З серпні 1920 року працював у Кубатлинському районному відділі міліції.
У 1924 році приїхав до міста Баку і вступив на вечірнє відділення технікуму, вдень працював чорноробом на лісозаводі. У 1927 році закінчив школу та вступив до Азербайджанського політехнічного інституту, а в 1929 році був направлений для продовження навчання в Московський інститут сталі імені Сталіна, де здобув спеціальність інженера-металурга із доменного виробництва.
Член ВКП(б) з 1928 року.
Після закінчення інституту з 1931 року працював помічником інженера та інженером низки будівельних підприємств міста Ленінграда.
У 1934—1936 роках — заступник головного інженера і керівник будівництва Дашкесанського металургійного заводу.
У 1936—1938 роках — директор Азербайджанського верстатобудівного (машинобудівного) заводу.
У 1938—1939 роках — заступник народного комісара місцевої промисловості Азербайджанської РСР.
9 вересня 1939 — 1941 року — народний комісар текстильної промисловості Азербайджанської РСР.
З 4 квітня 1941 по 1942 рік — секретар ЦК КП(б) Азербайджану з будівництва і будівельних матеріалів.
У 1942—1945 роках — у Червоній армії, учасник німецько-радянської війни. Служив комісаром, заступником командира із політичної частини, начальником політвідділів військових з'єднань.
У 1945—1951 роках — директор Азербайджанського трубопрокатного заводу в Баку; начальник тресту «Закпромбуд» (Закавказького промислово-будівельного тресту).
У грудні 1950 — 11 серпня 1953 року — заступник голови Ради міністрів Азербайджанської РСР. 11 серпня 1953 — 9 березня 1954 року — 1-й заступник голови Ради міністрів Азербайджанської РСР.
9 березня 1954 — 29 вересня 1955 року — міністр промисловості товарів широкого вжитку Азербайджанської РСР.
1 листопада 1955 — 27 серпня 1956 року — міністр легкої промисловості Азербайджанської РСР.
У 1956—1961 роках — начальник головного будівельного управління міста Баку.
З березня 1961 року — голова Комітету з безпеки гірничих будівельних робіт при Раді міністрів Азербайджанської РСР.
З січня 1981 року — персональний пенсіонер у місті Баку.
Помер 15 травня 1984 року в місті Баку. Похований на Алеї почесних поховань міста Баку.

## Звання
- підполковник (1944)

## Нагороди
- орден Леніна
- чотири ордени Трудового Червоного Прапора (1940; 1966)
- орден «Знак Пошани» (1946)
- медаль «За оборону Кавказу»
- медаль «За перемогу над Німеччиною у Великій Вітчизняній війні 1941—1945 рр.»
- медаль «За доблесну працю у Великій Вітчизняній війні 1941—1945 рр.»
- медалі
- Почесна грамота Президії Верховної ради Азербайджанської РСР (26.01.1981)